# Nuppeppō

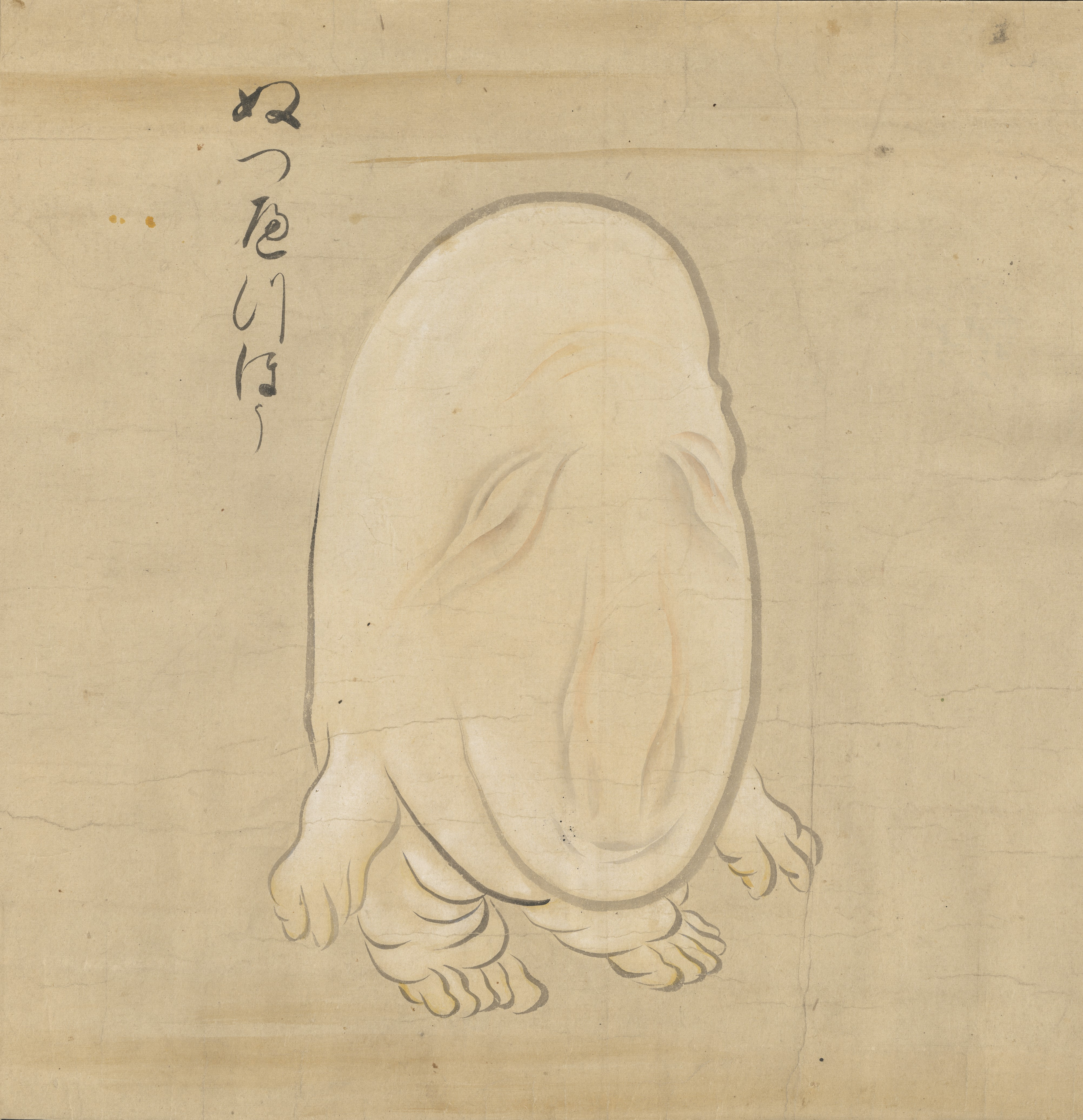
Nuppeppō (ぬつへつほう) del Bakemono no e (化物之繪) (c. 1700), Colección Harry F. Bruning de libros y manuscritos japoneses, Colecciones especiales L. Tom Perry, Biblioteca Harold B. Lee, Universidad Brigham Young.

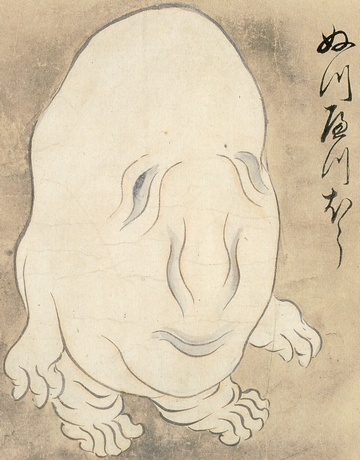
«Nuppepō» (ぬつへつほう) del Hyakkai Zukan por Sawaki Suushi

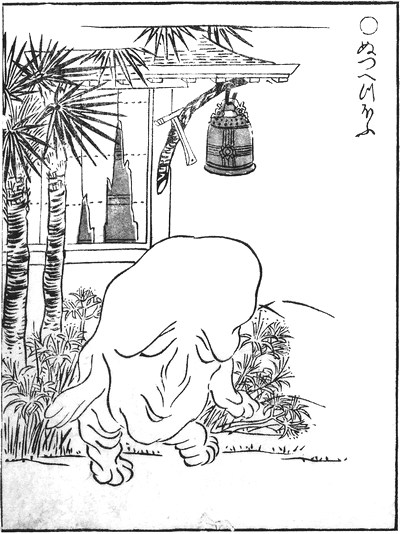
«Nuppepō» (ぬつへつほう) del Gazu Hyakki Yagyō de Toriyama Sekien

El nuppeppō (ぬっぺっぽう?), o nuppefuhofu (ぬっぺふほふ?), es un yōkai que aparece en el período Edo. Está representado como una masa de carne en una sola cabeza; con arrugas indistinguibles en su cara y cuerpo.

## Concepto
En los pergaminos, no tiene más que un nombre y una imagen, y casi no hay texto explicativo, pero por su nombre y el pasaje «Hay un monstruo (bakemono) llamado nuppeppō. No tiene ni ojos ni oídos» (ぬっぺっぽうといふ化けもの有り。目もなく耳も無く Nuppeppō to ifu bakemono ari. Memo naku mimimo naku?) del sharebon Shingoza Dehōdai Mōgyū (新吾左出放題盲牛) (1781), se es visto como un tipo de nopperabō. En un antiguo manuscrito de un libro ilustrado (año desconocido) que se encuentra en la Biblioteca Shisui, Inui Yūhei retrató a un yōkai llamado «nubbehho» (ぬっべっほう?),  explicando que «se dice que es la forma disfrazada de un sapo viejo, similar al zorro o al tanuki». La imagen del «nubbehhō» viene con las palabras, «un monstruo con forma de batata, posee muchas arrugas y cuatro extremidades cortas». En el Shingoza Dehōdai Mōgyū también se encuentra escrito que «chupa la grasa de los muertos, comiendo lo máximo que puede ayudandose de una aguja. En el pasado, venían disfrazados de médicos, pero ahora vienen en su forma original...» (死人の脂を吸い、針大こくを喰う。昔は医者に化けて出てきたが 、今はそのまま出てくる。。。?).
Además, el investigador yōkai, Katsumi Tada, señala que, si bien en los tiempos modernos, el nopperabō se conoce como el yōkai sin ojos ni nariz, en la antigüedad tenía la forma del nuppepō sin diferenciarse en rostro y cuerpo. Se dice que se unta con polvos faciales blancos, llamados «blanqueadores» (白化). Se dice que «blanqueado», el nuppepō primero se hace pasar por humano, se acerca a una persona y habla como si fuera amigable, aprovechando que este baja la guardia, mostraría su verdadera forma.
En la literatura, a comienzos de los períodos Shōwa y Heisei, se escribió que era un yōkai que aparece cerca de los templos abandonados, esto proviene del pasaje «en los aleros de los templos antiguos, aparece el nuppepō» del libro Yōkai Gadan Zenshū Nihonhen Jō (妖怪画談全集日本篇上) del erudito del folclore Morihiko Fujisawa; se ha sugerido que la declaración de Fujisawa de «aparece en los templos» no es más que una creación original inventada, basada en el dibujo de fondo en el Gazu Hyakki Yagyō. Además, algunas publicaciones señalan que es un yōkai que nace a partir de la carne muerta,  por lo que, al pasar, deja el hedor a carne podrida, se desconoce la fuente original de esto.

## Cuentos similares
En el período Bunka en el Isshōwa (一宵話 lit. Un Cuento de Noche?), hay una historia similar al nuppepō.
En 1609 (Keichō 14), en el patio del castillo de Sunpu, apareció alguien que parecía una masa de carne. Tenía el tamaño de un niño pequeño, sus manos no tenían dedos e incluso podría describirse como una «persona de carne». Se pensó que alguien de esa forma y, que encima, entraría a un castillo de alta seguridad, tendría que ser obviamente un yōkai, pero cuando intentaron capturarlo, era tan rápido que resultó imposible. Tokugawa Ieyasu, que vivía en el castillo de Sunpu en ese momento, ordenó que expulsaran a esa persona, por lo que los sirvientes dejaron de intentar capturarlo y, en cambio, lo llevaron desde el castillo a las montañas.
Alguien que más tarde escuchó esta historia y estaba bien informado sobre farmacéutica señaló que ese ser era el Feng (封) mencionado en los textos chinos antiguos, y en el Bái Zé Tú, lamentando una oportunidad perdida porque comer su carne es una panacea que otorga un gran poder.

## Etimología
El nombre nuppeppō es un cambio lingüístico de la jerga despectiva nupperi (ぬっぺり?) , que se usa para describir a una mujer que se aplica demasiado maquillaje. Es muy probable que esto sea una referencia a la apariencia flácida de la criatura, que es similar a la flacidez de una cara bajo mucho maquillaje.

## Descripción
El nuppeppō aparece como una masa de carne con un rostro formado por los pliegues de grasa. Aunque en gran parte son amorfos, los dedos de las manos, los pies e incluso las extremidades rudimentarias pueden atribuirse como características. Se desconocen los orígenes del nuppeppō. Sin embargo, a veces se describe que está formado con la carne de humanos muertos, de una manera similar al monstruo de Frankenstein.

### Comportamientos y poderes
El nuppeppō es pasivo y casi completamente inofensivo, pero se dice que tiene un olor corporal repulsivo que rivaliza con el olor a carne podrida. Se dice que los que coman la carne del nuppeppō recibiran juventud eterna.
El nuppeppō deambula sin rumbo fijo por las calles desiertas de aldeas, pueblos y ciudades, a menudo de noche hacia fin de año, también cementerios y en templos abandonados. Por lo general, es una criatura solitaria, pero según los informes, ha habido avistamientos de ellos en grupos. Si se encuentra, es poco probable que el nuppeppō cause algún daño a un humano. Sin embargo, su forma y su mal olor pueden causar conmoción y alarma.